# Liste des aéroports au Nigeria
Cette liste présente les aéroports et pistes d'aviation situés au Nigeria.

## Carte
| Uyo Katsina Owerri Asaba Kaduna Maiduguri Port · Harcourt Int. P. Harcourt · Ville Kano Lagos Abuja Sokoto Enugu Akure Bauchi Benin Dutse Ibadan Ilorin Jalingo Makurdi Calabar Warri Jos Yola |

## Aéroports internationaux
| Ville desservie | État                               | OACI | IATA         | Nom de l'aéroport                           | Coordonnées                 |
| --------------- | ---------------------------------- | ---- | ------------ | ------------------------------------------- | --------------------------- |
| Abuja           | Territoire de la capitale fédérale | DNAA | ABV          | Aéroport international Nnamdi Azikiwe       | 9° 00′ 24″ N, 7° 15′ 47″ E  |
| Dutse           | Jigawa                             | DNDS | non attribué | Aéroport international de Dutse             | 11° 47′ 42″ N, 9° 18′ 04″ E |
| Enugu           | Enugu                              | DNEN | ENU          | Aéroport international Akanu Ibiam          | 6° 28′ 26″ N, 7° 33′ 40″ E  |
| Kano            | Kano                               | DNKN | KAN          | Aéroport international Mallam Aminu Kano    | 12° 02′ 51″ N, 8° 31′ 28″ E |
| Lagos           | Lagos                              | DNMM | LOS          | Aéroport international Murtala-Muhammed     | 6° 34′ 38″ N, 3° 19′ 16″ E  |
| Port Harcourt   | État de Rivers                     | DNPO | PHC          | Aéroport international de Port Harcourt     | 5° 00′ 52″ N, 6° 56′ 58″ E  |
| Sokoto          | Sokoto                             | DNSO | SKO          | Aéroport international Sultan Aboubakar III | 12° 54′ 58″ N, 5° 12′ 25″ E |
| Asaba           | Delta                              | DNAS | ABB          | Aéroport international d'Asaba              | 6° 12′ 15″ N, 6° 39′ 55″ E  |
| Calabar         | Cross River                        | DNCA | CBQ          | Aéroport international Margaret Ekpo        | 4° 58′ 33″ N, 8° 20′ 50″ E  |
| Uyo             | Akwa Ibom                          | DNAI | QUO          | Aéroport international d'Akwa Ibom          | 4° 52′ 25″ N, 8° 05′ 40″ E  |